# Lindbergia beroni
Lindbergia beroni is een slakkensoort uit de familie van de Pristilomatidae. De wetenschappelijke naam van de soort is voor het eerst geldig gepubliceerd in 1984 door Riedel.